# Kings Island
Kings Island (tidigare även Paramount's Kings Island) är en 1,5 km² stor nöjespark som ligger i Mason, Ohio, USA. Kings Island, då ägd av Taft Brodcasting, öppnade 1972.

## Historik
- 1972. Nöjesparken öppnar med tre berg- och dalbanor, kallade "Racer", "Scooby Doo" och "Bavarian Beetle". I "Racer" tävlar vagnar på två olika banor med varandra. Det är amerikas äldsta fungerande berg- och dalbana där två banor tävlar. 1982 ändrades "Racer" så att vagnarna på den ena banan var vända åt andra hållet.

- 1977 Berg- och dalbanan "Demon" öppnade och var en av två framåt-bakåt looping berg- och dalbanor i USA. Den stängdes 1987.

- 1979 "Bavarian Beetle" stängdes. Parkens tredje berg- och dalbana av trä, Beast, öppnades. Beast blev världens längsta och snabbaste berg- och dalbana av trä, den är 2243 m lång och åker i 104 km/h. Den innehåller tre tunnlar och en 540 graders helix. Banan går genom en skog och har två liftar. Beast blev en stor succé.

- 1980 "Scooby Doo" gjordes om till Beastie, som skulle vara en barnversion av Beast.

- 1981 öppnade Bat, som var en prototyp av "Suspended Coaster". Den var redan igång under en presskonferens oktober 1980. Olyckligtvis stängdes den redan 1983.

- 1984 öppnade något som blev väldigt uppmärksammat åren därefter, nämligen världens första stå-upp berg- och dalbana, vid namn King Cobra. King Cobra är skapad av Togo, Japans berg- och dalbanemästare.

- 1987 öppnade Vortex, med sex inversioner blev den berg- och dalbanan med flest inversioner, men banan var stängd hela året.

- 1989 öppnade Water Works, Kings Islands vattenpark, på en yta av 12 hektar med 15 vattenrushkanor och ett barnområde.

- 1990 förstorades Water Works med tre hektar.

- 1991 öppnade en Arrow gruvberg- och dalbana, Adventure Express.

- 1992 öppnade en av parkens första barnberg- och dalbanor, Scooby Zoom.

- 1993 döptes parken om till Paramounts Kings Island (baserad på filmbolaget Paramount Pictures) och en ny hängande berg- och dalbana kom till, Top Gun, en av världens snabbaste hängande (icke-loopiga) berg- och dalbanor. Attraktionen är baserad på Tom Cruise-filmen Top Gun.

- 1996 öppnade Outer Limits:Flight Of Fear, världens första berg- och dalbana med "Linear" teknologin, vilket gav besökarna en helt ny åktur.

- 1997 var det parkens 25:e jubileum, Water Works dubblade i storlek med ny pool och nytt barnområde.

- 1998 öppnade tre nya attraktioner till Hanna-Barbera Land bland annat parkens tredje hängande berg- och dalbana, Scooby Doo's Ghoster Coaster och Scooby Zoom blev Top Cats Taxi Jam.

- 1999 blev Adventure Village Paramount Action Zone och två nya åkattraktioner kom till; världens högsta Gyro Fritt Fall "Drop Zone" och "Face/Off" parkens fjärde hängande berg- och dalbana i historien.

- 2000 öppnade något som stannar kvar i berg- och dalbane-historien, Son of Beast, världens snabbaste trä-berg- och dalbana och den ende med loop. Den bröt fem hela fem rekord när den öppnade.

- 2001 öppnade Nickelodeon Central som tog en del av Rivertown och Hanna-Barbera Land, Outer Limits:Flight Of Fear blev bara "Flight Of Fear", King Kobra blev borttagen slutet av året. Samma år öppnade parkens femte hängande berg- och dalbana, Rugrats Runaway Reptar.

- 2002 öppnade en Huss jätte-Top Spin, Tomb Raider:The Ride baserad på den mest lyckade videospelsfilmatiseringen genom tiderna, Lara Croft: Tomb Raider. Vortex fick också en ny färg.

- 2005 öppnade The Italian Job Stunt Track, en helt ny skjutningsberg- och dalbana med tåg liknande mini coopers. Attraktionen baseras på filmen The Italian Job.

- 2006 öppnades ett nytt område, Nickelodion Universe, som tog över Nickelodeon Central och Hanna-Barbera Land. Scooby Doos Ghoster Coaster blev borttagen, Top Cats Taxi Jam blev "Little Bills Giggle Coaster" och Beastie blev "Farie Odd Coaster". Året var dåligt för Son Of Beast. Länge har berg- och dalbanan haft klagomål på att den var extremt obekväm. Plötsligt hände en olycka och 27 passagerare fick föras till sjukhus. Son Of Beast stängdes för resten av säsongen. Även om felet inte var detta togs Loopen bort så lättare tåg kunde användas. Samma år köptes parken av Cedar Fair, som även äger Cedar Point.

- 2007 ändrades namnet till Kings Island. Son Of Beast är fortfarande stängd och årets nya attraktion är Firehawk, parkens första flygande berg- och dalbana, som kommer ifrån X-Flight i Guega Lake.

## Åkattraktioner

### Berg- och dalbanor
- Vortex - 1987
- Son Of Beast - 2000